# Tobias Moorstedt
Tobias Moorstedt (* 1977) ist ein deutschsprachiger Journalist und Autor.

## Leben
Moorstedt ist Absolvent der Deutschen Journalistenschule und hat als Textchef und Redaktionsleiter der Magazine „Neon“,  „Wired“ (DE) und „National Geographic“ gearbeitet. Er ist Mitgründer der Redaktionsagentur „Nansen & Piccard“ (München, Hamburg, Frankfurt). Als Autor schreibt er unter anderem für die „Süddeutsche Zeitung“, „Der Standard“ und die „Neue Zürcher Zeitung“.

## Veröffentlichungen
- Jeffersons Erben. Wie die digitalen Medien die Politik verändern. Suhrkamp, Frankfurt/M. 2008, ISBN 978-3-518-12571-7.
- Das Jetzikon. 50 Kultobjekte der Nullerjahre. Rowohlt-Taschenbuch-Verl., Reinbek 2009, ISBN 978-3-499-62563-3 (zusammen mit Jakob Schrenk).
- Im Notfall Buch aufschlagen: Tipps für alle möglichen Katastrophen. Rowohlt-Taschenbuch-Verl., Reinbek 2011, ISBN 978-3499627309 (zusammen mit Jakob Schrenk).
- mit Heinrich Geiselberger (Herausgeber): Big Data. Das neue Versprechen der Allwissenheit (edition unseld SV Sonderdruck), Suhrkamp, Berlin 2013, 2. Auflage, ISBN 978-3-518-06453-5.
- What the fact!? Warum wir so oft falsch liegen (Herausgeber). HOFFMANN UND CAMPE VERLAG GmbH, Hamburg, 2020, ISBN 978-3455010374.
- Wir schlechten guten Väter.: Warum Männer sich erfolgreich gegen Familienarbeit wehren – und warum wir das dringend ändern müssen. DuMont Buchverlag GmbH & Co. KG, Köln, 2022, ISBN 978-3832181772.

Aufsätze
- "Der Traum vom Holodeck – über die schwindenden Grenzen zwischen Spiel und Film", in: Kloock, Daniela, (Hg.), "Zukunft Kino – the End of the Reel World", Schüren Verlag, 2007, S. 188–208, ISBN 978-3-89472-483-2
- "Ethisches Verbraucherverhalten", in: Geiselberger, Heinrich (Hg.), "Und jetzt? Politik, Protest und Propaganda", Suhrkamp, 2007, S. 281–295, ISBN 978-3-518-12500-7